# مهدي فحص
مهدي فحص هو لاعب كرة قدم لبناني، ولد في 13 أكتوبر 1994 في لبنان. شارك مع منتخب لبنان لكرة القدم.

## وصلات خارجية
- مهدي فحص على موقع قاعدة بيانات كرة القدم.إي يو (الإنجليزية)
- مهدي فحص على موقع ناشيونال فوتبول تيمز (الإنجليزية)
- مهدي فحص على موقع Soccerway.com (الإنجليزية)
- مهدي فحص على موقع كووورة